# Fred Coppula
Frédéric Goureau, més conegut com Fred Coppula, nascut el 20 de maig de 1968 a París, és un director i productor francès de pel·lícules pornogràfiques.

## Biografia
Fred Coppula va començar la seva carrera com a aficionat i va fundar la seva pròpia companyia de producció, Luxor Production, fins que Francis Mischkind, cap de la companyia Blue One, va contactar amb ell per oferir-li treballar amb ell. No dubta davant d'aquesta proposta que l'allibera de totes les molèsties de la distribució de les seves pel·lícules, permetent-li dedicar-se totalment a la direcció tot beneficiant-se de pressupostos més grans. Dirigeix pel·lícules per Blue One com Niqueurs nés (paròdia de Tueurs nés amb Océane, Ian Scott i Karen Lancaume) i revela Clara Morgane a qui dirigeix set vegades, és a dir, tota la filmografia porno de l'actriu. Va ser el seu company durant alguns anys.
A més de Clara Morgane, Fred Coppula dirigeix alguns dels principals actrius pornogràfiques del moment, com ara Estelle Desanges, Rita Faltoyano, Mélanie Coste o Nina Roberts, i va donar l'alternativa a Loan Laure (La Menteuse).
En 2003, va trencar el seu acord amb Blue One i va fundar la seva pròpia empresa, anomenada Studio X i després Fred Coppula Prod. A partir del 2005, es va dedicar principalment a les seves activitats com a productor i va distribuir a França les pel·lícules de Greg Centauro i Christophe Clark, i només va produir una o dues pel·lícules per any.
El 2007, es va reunir amb Ian Scott per rodar Max 3, el tercer episodi de Max, l'heroi recurrent que van crear junts l'any 2000. Reuneixen per l'ocasió les principals actrius franceses: Nomi, Chloé Delaure, Léa Lazur, Moana Mendez, així com les actrius internacionals Silvia Saint i Dora Venter.
L'any 2008 va reprendre la seva activitat com a director i va posar en marxa la sèrie “Castings de Fred Coppula” per tal de destacar les revelacions de la pornografia francesa de l'any: Milka Manson, Cecilia Vega, Angell Summers, Lou Charmelle, etc.

## Filmografia selectiva
- 1997: Fantasmotron amb Océane, Chipy Marlow, Enora Stuart...
- 1997: Fantasmotron 2 amb Raffaëla Anderson, Sabrina Ricci
- 1999: Niqueurs-nés amb Ian Scott, Océane, Karen Lancaume…
- 1999: Tournage X 2amb Céline Bara, Océane, Nathalie Dune, Maud...
- 1999: Tournez Cochonnesamb Bamboo, Alicia "Janine Foxlet"
- 2000: L'Emmerdeuse amb Estelle Desanges, Silvia Saint, Fovéa, Titof, Ian Scott…
- 2000: Max, portrait d'un serial-niqueur amb Ian Scott, Sebastian Barrio, Laura Angel…
- 2001: La Collectionneuse amb Clara Morgane, Greg Centauro, Sebastian Barrio, Estelle Desanges, Pascal Saint James, Ian Scott...
- 2001: Max 2 amb Ian Scott, Clara Morgane, Estelle Desanges…
- 2001: Projet X amb Estelle Desanges, Océane, Clara Morgane, Greg Centauro, Nomi, Bamboo, Sebastian Barrio, Titof, Pascal Saint James, Sabrina Ricci
- 2002: La Candidate amb Clara Morgane, Estelle Desanges, Greg Centauro, Nomi, Ian Scott, Sebastian Barrio…
- 2002: La Cambrioleuse amb Clara Morgane, Delfynn Delage, Nomi, Greg Centauro, Ian Scott, Tony Carrera…
- 2002: Les Dessous de Clara Morgane amb Clara Morgane, Greg Centauro, Estelle Desanges…
- 2002: Le Journal de Pauline amb Estelle Desanges, Clara Morgane, Mélanie Coste, Greg Centauro, Nomi, Rita Faltoyano, Manuel Ferrara, Ian Scott…
- 2003: Scandale amb Mélanie Coste, Laura Angel, Véronique Lefay, Ian Scott, Sonia Carrere, HPG…
- 2003: La Menteuse amb Loan Laure, Mélanie Coste, Tiffany Hopkins, Véronique Lefay, Sebastian Barrio, Ian Scott, Bamboo, Pascal Saint James…
- 2003: La Sulfureuse amb Tiffany Hopkins, Monica Sweetheart, Delfynn Delage…
- 2004: La Totale amb Nina Roberts, Ian Scott, Loan Laure, Sonia Carrere, HPG, Laetitia…
- 2004: Salopes 1
- 2004: Chrono sex amb Nina Roberts, Nomi, Tiffany Hopkins…
- 2004: Salopes 2
- 2004: Tentations...d'une femme mariée amb Loan Laure, Ian Scott, Nina Roberts…
- 2004: Les Petites Vicieuses
- 2005: Fuck Club
- 2005: Salopes 3 amb Delfynn Delage, Lanny Barbie, Lydia St. Martin, Nomi, Oksana d'Harcourt…
- 2006: Les petites vicieuses 2
- 2006: Jeux Interdits X
- 2007: Max 3 amb Ian Scott, Sebastian Barrio, Nomi…
- 2008: Les Castings de Fred Coppula, Acte 1 amb Anksa Kara, Lou Charmelle, Milka Manson i Shannya Tweeks
- 2008: Les Castings de Fred Coppula, Acte 2 amb Candice Angel, Cecilia Vega, Mia Moore et Tania Ritz
- 2009: Les Castings de Fred Coppula, Acte 3 amb Angell Summers, Axelle Parker, Elke i Sothy Hiko
- 2009: Les Castings de Fred Coppula, Acte 4 amb Loona Luxx, Lea Fast, Shana Spirit i Stella Delcroix
- 2010: Les Castings de Fred Coppula, Acte 5

## Premis
- 1999: Hot d'Or: Millor director novell europeu (Niqueurs-nés)[6][7]
- 2000: Hot d'Or : Millor director europeu (L'Emmerdeuse)
- 2005: FICEB: Premi Ninfa al millor director (Fuck Club)[8]